# Союз коммунистической молодёжи Румынии

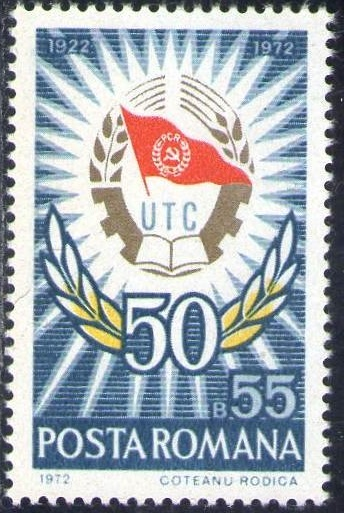
Почтовая марка Румынии, посвящённая 50-летию СКМР. 1972

Союз коммунистической молодёжи Румынии (СКМР, рум. Uniunea Tineretului Comunist, UTC) — молодёжная организация, объединявшая коммунистически настроенную молодёжь Румынии.

## История

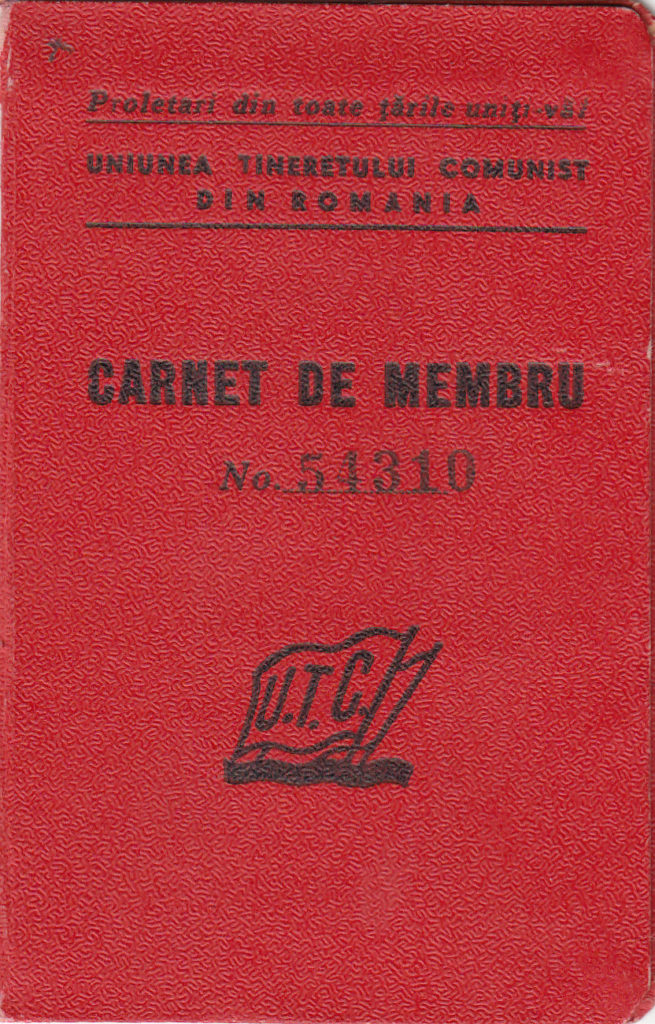
Членский билет СКМР

Создан в 1922 году. С момента возникновения действовал в подполье вместе с Румынской коммунистической партией, частью которой он был.
Организационная структура создана по образцу советского комсомола. С 1924 входил в Коммунистический интернационал молодёжи. Активно участвовал в коммунистическом рабочем движении, боролся против фашизма и милитаризма, организовывал движение молодёжи за свержение королевской власти в Румынии, в поддержку СССР.
Массовым движением стал в 1944 году, после того, как Красная Армия вошла на территорию Румынии и РКП стала легальной партией. С 1948 года Румынская рабочая партия (будущая РКП) начала процесс слияния молодежных организаций страны — политических, профессиональных, религиозных, культурных и т. д. Начиная с 1945 года, многие участники антикоммунистических организаций подверглись арестам, молодежные либеральные, крестьянские, железногвардейские и другие политические и религиозные молодежные организации были закрыты.
Реформа образования 1948 года положила начало идеологическому перевоспитанию молодежи и советизации системы образования путем перестройки его на основе марксистско-ленинских принципов. В том же году, партия рекомендовала комсомолу формирование единой молодежной организации. На съезде 19-21 марта 1949 года отдельные молодежные организации были объединены, в результате был создан Союз рабочей молодежи Румынии (Uniunea Tineretului Muncitoresc; UTM). Это название сохранялось до 1965 года.
Приём в члены СКМР проводился с 14 лет.
После того, как Николае Чаушеску пришёл к власти в 1965 году, он преследовал цель всемерного расширения массовых организаций, пытаясь включить максимальное количество людей в коммунистические структуры. Таким образом, в то время как в 1960 году UTM насчитывал 1,9 млн членов, в 1966 г. членами СКМР было 2.250.000 человек, в 1971 году их было уже 2,4 млн, в 1985 году — 3,9 млн членов, и 4,1 миллиона к концу 1980-х годов.
СКМР был одним из самых мощных общественных организаций в Румынии.
После румынской революции 1989 года СКМР был распущен и прекратил существование.

## Некоторые первые секретари Союза
- Лившиц, Хая Нахмановна (1926—1928)
- Николае Чаушеску был первым секретарем СКМР в 1939—1940, и с августа 1944 по июнь 1945 года.
- Илиеску, Ион (1967—1971)
- Чаушеску, Нику (1983—1987)

Среди известных деятелей румынского комсомола были Филимон Сырбу, Николае Лабиш, Михай Унгуряну, Ион Сасу,  Лазэр Грюнберг,  Петре Георге и др.